# Abuso sexual entre menores
Abuso sexual entre crianças é uma forma de abuso sexual infantil em que uma criança pré-púbere é abusada sexualmente por uma ou mais outras crianças ou adolescentes, e em que nenhum adulto está diretamente envolvido. Embora isso inclua o uso, por parte de uma das crianças, de força física, ameaças, engano ou manipulação emocional para obter cooperação, também pode abranger situações não coercitivas em que o iniciador propõe ou inicia um ato sexual cuja natureza não é compreendida pela vítima, que simplesmente o aceita sem entender suas implicações ou possíveis consequências.
O abuso sexual entre crianças se diferencia da brincadeira sexual normativa ou da curiosidade e exploração anatômica (por exemplo, "brincar de médico") porque constitui uma ação deliberada e explícita direcionada à estimulação sexual, incluindo o orgasmo. Quando o abuso sexual é perpetrado por um irmão contra outro, é denominado "abuso entre irmãos". Quando as vítimas do abuso sexual entre irmãos crescem, frequentemente têm uma recordação distorcida do ato, como acreditar que este foi consensual ou que elas foram as iniciadoras.
Porém, é importante entender que, ao contrário dessa curiosidade natural, o abuso sexual é uma ação intencional e forçada, com o objetivo de prazer sexual, que causa danos emocionais à vítima. A diferença principal é que, a brincadeira em si faz parte da curiosidade infantil, o abuso sexual envolve manipulação ou coerção, e é feito para satisfazer uma necessidade sexual de quem pratica.
Quando o abuso ocorre entre irmãos, é chamado de "abuso sexual entre irmãos" e ocorre quando uma criança ou adolescente é abusada sexualmente por um irmão ou irmã. Isso significa que um dos irmãos usa sua posição de poder, força, manipulação ou qualquer forma de coerção para envolver o outro em atividades sexuais. É diferente de uma exploração ou curiosidade normal entre crianças, porque o abuso envolve uma intenção clara de obter prazer sexual e ocorre quando um dos irmãos impõe a situação sobre o outro, que não compreende o que está acontecendo ou não consegue resistir.
Esse tipo de abuso pode ter consequências graves, pois a vítima muitas vezes não entende que foi abusada, especialmente quando ambos são jovens. Às vezes, a criança pode crescer acreditando que participou voluntariamente, porque o agressor é um irmão e há uma relação de confiança. Em muitos casos, a vítima pode acabar sentindo culpa ou vergonha, achando que foi cúmplice ou que, de alguma forma, iniciou o ato.
O abuso sexual entre irmãos é frequentemente encoberto por familiares, educadores e até profissionais de saúde mental, pois existe uma tendência a minimizar os comportamentos sexualizados entre crianças, vendo-os como parte de uma exploração sexual normal da infância. No entanto, o que distingue o abuso de uma exploração sexual comum é a intenção do ato: enquanto a curiosidade infantil não visa o prazer sexual, o abuso sexual tem uma intenção explícita de estimulação sexual.

## Causas
No caso do abuso sexual entre crianças, crianças pequenas que ainda não atingiram a maturidade sexual são incapazes de conhecer atos sexuais específicos sem a influência de uma fonte externa. Consequentemente, crianças que iniciam ou solicitam atos explicitamente sexuais com outras crianças podem ter sido previamente vitimizadas (por um adulto ou outra criança) ou foram expostas a material sexualmente explícito. Pesquisas indicam que cerca de um terço a metade das crianças com comportamentos sexuais problemáticos não possuem histórico de abuso sexual. Em muitos casos, a criança que perpetra o abuso foi exposta à pornografia ou testemunhou repetidamente atividades sexuais de adultos em idade muito jovem, o que também pode ser considerado uma forma de abuso sexual infantil.
Em diversas situações, uma criança ou adolescente pode não ter a intenção de causar prejuízo a outra, agindo apenas por um impulso passageiro. No entanto, tal ato pode resultar em danos à outra criança e é classificado como abuso sexual entre crianças. Ademais, crianças que sofreram uma abordagem sexual indesejada podem não compreender que tal ato configura um crime contra elas.

## Prevalência
Pesquisas estimam que mais da metade dos delitos de abuso sexual infantil nos Estados Unidos são cometidos por perpetradores com menos de 18 anos. Contudo, o abuso sexual entre crianças frequentemente não é denunciado, pois não é amplamente conhecido pelo público, e costuma ocorrer fora da supervisão de adultos. Mesmo quando do conhecimento dos adultos, muitas vezes é considerado inofensivo por aqueles que não compreendem suas implicações. Em particular, o abuso entre irmãos é subnotificado em comparação às taxas de denúncia do abuso sexual de pais contra filhos, e a revelação do incesto pela vítima durante a infância é rara.

## Efeitos
Crianças que foram sexualmente vitimizadas por outros menores, incluindo o abuso entre irmãos, apresentam problemas semelhantes aos observados em crianças vitimizadas por adultos, tais como transtorno de ansiedade, depressão, abuso de substâncias, suicídio, transtornos alimentares, transtorno de estresse pós-traumático, distúrbios do sono e dificuldades em confiar nos colegas dentro de relacionamentos. A vítima frequentemente acredita que o ato era normal, chegando inclusive a pensar que foi ela a iniciadora ou que participou voluntariamente.
Os principais fatores que influenciam a gravidade dos sintomas incluem o uso de força ou coerção, a frequência do abuso e o grau de invasividade do ato. Foi também relatado um aumento do risco de vitimização posteriormente na vida.
O termo infratores sexuais menores pode ser empregado para designar crianças com menos de 18 anos que iniciaram qualquer atividade sexual não consensual com outra pessoa. Essa população pode ser vista como uma versão jovem dos perpetradores sexuais e pode ser avaliada como parte de um mesmo grupo, quando representam um conjunto heterogêneo significativo. Por exemplo, essas crianças tendem a apresentar motivações distintas para suas ações em comparação com infratores sexuais adultos, além de responderem de forma mais favorável aos tratamentos.